# Oliver Geissen

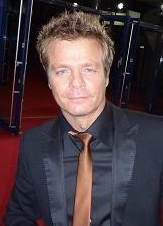
Oliver Geissen beim Deutschen Fernsehpreis 2012

Oliver „Olli“ Geissen (* 21. August 1969 in Hamburg) ist ein deutscher Fernsehmoderator und -produzent.

## Karriere
Erste Erfahrungen als Moderator sammelte Geissen beim privaten Jugendsender OK Radio in Hamburg, dadurch erlangte er in der Hansestadt große Bekanntheit. Von 1994 bis 1998 arbeitete er beim ZDF, wo er verschiedene Magazine moderierte. 1995 bis 1997 war er Leiter der Sportredaktion beim lokalen Fernsehsender Hamburg 1. Dort moderierte er unter anderem das wöchentliche Sportmagazin „Rasant“. Anschließend erfolgte sein Wechsel zu RTL.
Neben seiner täglichen Talk-Show Die Oliver Geissen Show, die vom 23. August 1999 bis 2009 bei RTL lief, moderierte Geissen regelmäßig erfolgreiche Samstag-Abend-Shows des Senders. Der Durchbruch gelang ihm 2000 als Moderator der zweiten deutschen Staffel von Big Brother, nachdem er sich zur ersten Staffel noch negativ über das Format geäußert hatte: „Ich finde BB total langweilig und kann die Leute nicht verstehen, die so etwas machen.“ Im gleichen Jahr war er auch von April bis August Moderator von Top of the Pops. Es folgten Show-Reihen wie Die 80er Show (2002), Die 90er Show (2004) und 20 Jahre RTL (2004). Seit 2003 führt er als Moderator durch Die ultimative Chartshow. Jeweils im September 2005, 2006, 2007 und 2008 präsentierte er die Samstagabend-Live-Sendung Guinness World Records – Die größten Weltrekorde, deren Kandidaten bei Erfolg in das Guinness-Buch der Rekorde aufgenommen wurden. Im Januar 2009 moderierte Geissen die zweiteilige Jubiläumsshow anlässlich des 25-jährigen Bestehens von RTL.
Im September 2009 wurde Die Oliver Geissen Show eingestellt, nachdem am 19. Mai die letzte Sendung aufgezeichnet worden war. Von 2011 bis 2013 moderierte Geissen die Show Es kann nur E1NEN geben. Im Januar 2012 gab es zudem eine Ausgabe der Show Kinder fragen – Comedians antworten, die aufgrund schlechter Einschaltquoten nach der ersten Sendung nicht fortgesetzt wurde. Im Januar 2015 löste Geissen Daniel Hartwich bei der Moderation des RTL Comedy Grand Prix ab.
Für Deutschland sucht den Superstar moderierte Geissen, der bereits 2002 als Moderator der Sendung zur Debatte stand, im Frühjahr 2015 und 2016 die Event-Shows und von 2017 bis 2019 sowie 2021 die wiedereingeführten Motto-Shows.
2020 moderierte er die Antiquitäten-Rateshow Kitsch oder Kasse bei RTL.

## TV-Moderationen

### Fortlaufend
- seit 2003: Die ultimative Chartshow, RTL

### Ehemals/Einmalig
- 1994: X-treme, ZDF
- 1995–1996: 14.15 Uhr – Trends und Hits für coole Kids, ZDF
- 1998: Traumland Deutschland, ZDF
- 1998: Reiselust, ZDF
- 1999–2009: Die Oliver Geissen Show, RTL
- 2000–2001: Big Brother, RTL II
- 2001: Versuchung im Paradies, RTL
- 2002: Die 80er Show, RTL
- 2003: Die DDR-Show, RTL – zusammen mit Katarina Witt
- 2003: Die 25 …, RTL
- 2003–2004: Absolut…, RTL
- 2003–2007: Echo – Der deutsche Musikpreis, RTL
- 2004: Der große Test des Jahres 2004, RTL[4]
- 2004–2005: Die 90er Show, RTL
- 2004–2008: Guinness World Records – Die größten Weltrekorde, RTL
- 2006: Top of the Pops, RTL
- 2007: Surprise, Surprise!, RTL[5]
- 2008: Die Show der Woche, RTL
- 2010: 18 – Die beste Zeit meines Lebens, RTL
- 2011–2013: Kuschelrock, RTL
- 2011–2013: Es kann nur E1NEN geben, RTL
- 2014: Promis, Pannen und Skandale – Die kuriosesten Geschichten aus 20 Jahren Exclusiv, RTL – zusammen mit Frauke Ludowig
- 2015: Die 10 beliebtesten James-Bond-Songs aller Zeiten, RTL
- 2015–2019, 2021: Deutschland sucht den Superstar, RTL[6]
- 2015–2016: Duell der Jahrzehnte, RTL
- 2015–2018: Der RTL Comedy Grand Prix, RTL
- 2016: Schau mir in die Augen – Promis unter Hypnose, RTL
- 2016–2017: Ruck Zuck, RTLplus
- 2016–2017: The Big Music Quiz, RTL
- 2016: Das große Erziehungsexperiment, RTL
- 2018: Let’s Dance, RTL (eine Folge – Krankheitsvertretung für Daniel Hartwich)
- 2018: Lego Masters, RTL
- 2020: Kitsch oder Kasse, RTL[7]
- 2022: Zeig uns Deine Stimme!, RTL (Vertretung)

## Norddeich TV
2004 gründete Geissen mit Norddeich TV seine eigene Produktionsfirma. Das Unternehmen ist ein Gemeinschaftsprojekt von RTL Television (75 %) und Oliver Geissen (25 %). Einer der Geschäftsführer ist Ollie Weiberg, mit dem er schon bei Hamburg 1 zusammengearbeitet hat. Das Unternehmen produzierte ab Sommer 2004 Die Oliver Geissen Show (bis zu 20,6 % Marktanteil in der Zielgruppe der 14- bis 49-jährigen Zuschauer), im September 2005, 2006, 2007 und 2008 Guinness World Records – Die größten Weltrekorde (2005: 21,2 %) für RTL, die Super-RTL-Retroshowreihe Das große ABC (ø 5,7 % Marktanteil in der Zielgruppe der Haushaltsführenden mit Kind) mit Aleksandra Bechtel und startete im Frühjahr 2006 die achtteilige Makler-Doku Unser neues Zuhause (die Pilotausstrahlung im Januar 2006 sahen 3,67 Mio. Zuschauer ab 3 Jahre) mit Inka Bause. Geissen verkaufte seinen Anteil an Norddeich TV im August 2012 an RTL Television.

## Privates
Der Sohn eines Berliner Fischhändlers ging nach seinem Abitur 1988 am Goethe-Gymnasium in Hamburg-Lurup zwei Jahre zur Bundeswehr. Bevor Geissen zum Fernsehen ging, spielte er von 1992 bis 1993 American Football als Kicker der Hamburg Blue Devils sowie Fußball in der Oberliga Hamburg für den SV West-Eimsbüttel, den SV Lurup und den 1. SC Norderstedt.
Aus seiner ersten Ehe (von 1999 bis 2008) gingen zwei Söhne hervor. Seit Sommer 2007 ist Geissen mit der Schauspielerin Christina Plate liiert und seit 2009 mit ihr verheiratet. Das Paar hat einen gemeinsamen Sohn, der 2008 geboren wurde. Beide wohnen in Pöseldorf in Hamburg-Rotherbaum.

## Buch
- Kokostee. Atlantik Verlag, Hamburg 2016, ISBN 978-3-455-65138-6.